# A magyar labdarúgó-válogatott mérkőzései 1981-ben
A magyar labdarúgó-válogatottnak 1981-ben kilenc találkozója volt. Jól indult az év, áprilisban a következő világbajnokság házigazdáját, Spanyolországot otthonában győzte le a magyar csapat 3–0-ra. A további nyolc mérkőzés mind világbajnoki-selejtező volt, Anglia, Norvégia, Románia és Svájc voltak az ellenfelek.
Mészöly Kálmán csapata az Angliától elszenvedett két vereség ellenére csoportelsőként utazhatott Spanyolországba.
Szövetségi kapitány:
- Mészöly Kálmán

## Eredmények
553. mérkőzés
| 1981. április 15. |

| Spanyolország | 0–3             | Magyarország                     |
| ------------- | --------------- | -------------------------------- |
|               | (0–1) Részletek | Kiss 31' Bodonyi 84' Nyilasi 90' |

| Luis Casanova-stadion, Valencia Nézőszám: 25 000 Játékvezető: Daniel Lambert (FRA) |

554. mérkőzés – vb-selejtező
| 1981. április 28. |

| Svájc                                 | 2–2             | Magyarország          |
| ------------------------------------- | --------------- | --------------------- |
| Sulser 31' 47' Heinz Hermann 84′, 84′ | (1–1) Részletek | Bálint 45' Müller 64' |

| Allmend-stadion, Luzern Nézőszám: 24 000 Játékvezető: Ian Foote (SCO) |

555. mérkőzés – vb-selejtező
| 1981. május 13. |

| Magyarország | 1–0             | Románia |
| ------------ | --------------- | ------- |
| Fazekas 18'  | (1–0) Részletek |         |

| Népstadion, Budapest Nézőszám: 62 000 Játékvezető: Alexis Ponnet (BEL) |

556. mérkőzés – vb-selejtező
| 1981. május 20. |

| Norvégia     | 1–2             | Magyarország |
| ------------ | --------------- | ------------ |
| Thoresen 57' | (0–0) Részletek | Kiss 77' 79' |

| Ullevaal Stadion, Oslo Nézőszám: 33 000 Játékvezető: Malcolm Moffatt (NIR) |

557. mérkőzés – vb-selejtező
| 1981. június 6. |

| Magyarország | 1–3             | Anglia                                 |
| ------------ | --------------- | -------------------------------------- |
| Garaba 45'   | (1–1) Részletek | Brooking 19' 60' Keegan 73' (11-esből) |

| Népstadion, Budapest Nézőszám: 68 000 Játékvezető: Paolo Casarin (ITA) |

558. mérkőzés – vb-selejtező
| 1981. szeptember 23. |

| Románia | 0–0       | Magyarország |
| ------- | --------- | ------------ |
|         | Részletek |              |

| Augusztus 23.-stadion, Bukarest Nézőszám: 75 000 Játékvezető: Erich Linemayr (AUT) |

559. mérkőzés – vb-selejtező
| 1981. október 14. |

| Magyarország                | 3–0             | Svájc |
| --------------------------- | --------------- | ----- |
| Nyilasi 23' 50' Fazekas 59' | (1–0) Részletek |       |

| Népstadion, Budapest Nézőszám: 65 000 Játékvezető: Talat Tokat (TUR) |

560. mérkőzés – vb-selejtező
| 1981. október 31. |

| Magyarország                        | 4–1             | Norvégia |
| ----------------------------------- | --------------- | -------- |
| Bálint 12' Kiss 60' 85' Fazekas 79' | (1–1) Részletek | Lund 35' |

| Népstadion, Budapest Nézőszám: 68 000 Játékvezető: Edvard Šoštarić (YUG) |

561. mérkőzés – vb-selejtező
| 1981. november 18. |

| Anglia      | 1–0             | Magyarország |
| ----------- | --------------- | ------------ |
| Mariner 16' | (1–0) Részletek |              |

| Wembley Stadion, London Nézőszám: 92 000 Játékvezető: Georges Konrath (FRA) |